# Lista twierdzeń matematycznych
Poniższa lista zestawia alfabetycznie część nazwanych twierdzeń razem z autorami pierwszych dowodów. Czasem wskazanie tych ostatnich jest dyskusyjne przez umowność tego, czy dowód jest kompletny.
| nr | nazwa                                                | dział matematyki                    | autorzy pierwszego dowodu                |
| -- | ---------------------------------------------------- | ----------------------------------- | ---------------------------------------- |
| 1  | centralne twierdzenie graniczne                      | probabilistyka                      |                                          |
| 2  | chińskie twierdzenie o resztach                      | teoria liczb, algebra (teoria grup) |                                          |
| 3  | drugie twierdzenie Gödla o niezupełności             | logika matematyczna                 | Kurt Gödel                               |
| 4  | hipoteza geometryzacyjna                             | topologia                           | Grigorij Perelman                        |
| 5  | hipoteza Poincarégo                                  | topologia                           | Grigorij Perelman                        |
| 6  | lemat Euklidesa                                      | teoria liczb                        |                                          |
| 7  | lemat Gaussa (teoria liczb)                          | teoria liczb                        |                                          |
| 8  | lemat Kuratowskiego-Zorna                            | teoria mnogości                     |                                          |
| 9  | lemat Goursata                                       | algebra (teoria grup)               |                                          |
| 10 | lemat Yonedy                                         | teoria kategorii                    |                                          |
| 11 | lemat Zassenhausa                                    | algebra (teoria grup)               |                                          |
| 12 | małe twierdzenie Fermata                             | teoria liczb                        | Pierre de Fermat                         |
| 13 | nierówności między średnimi                          |                                     |                                          |
| 14 | nierówność Bernoulliego                              |                                     |                                          |
| 15 | nierówność Cauchy’ego-Schwarza                       |                                     |                                          |
| 16 | nierówność Czebyszowa                                | probabilistyka                      | Pafnutij Czebyszow                       |
| 17 | nierówność Höldera                                   |                                     |                                          |
| 18 | nierówność Jensena                                   |                                     |                                          |
| 19 | nierówność Minkowskiego                              |                                     |                                          |
| 20 | nierówność Younga                                    |                                     |                                          |
| 21 | pierwsze twierdzenie Gödla o niezupełności           | logika matematyczna                 | Kurt Gödel                               |
| 22 | podstawowe twierdzenie analizy                       | analiza rzeczywista                 |                                          |
| 23 | reguła de l’Hospitala                                | analiza rzeczywista                 |                                          |
| 24 | reguła znaków Kartezjusza                            | algebra                             |                                          |
| 25 | twierdzenia o izomorfizmie                           | algebra abstrakcyjna                |                                          |
| 26 | twierdzenia Sylowa                                   | algebra (teoria grup)               | Peter Sylow                              |
| 27 | twierdzenie Abela-Ruffiniego                         | algebra                             | Niels Henrik Abel, Paolo Ruffini         |
| 28 | twierdzenie Banacha o kontrakcji                     | topologia                           | Stefan Banach                            |
| 29 | twierdzenie Bayesa                                   | probabilistyka                      |                                          |
| 30 | twierdzenie Bella                                    | fizyka matematyczna                 | John Stewart Bell                        |
| 31 | twierdzenie Brouwera o punkcie stałym                | topologia                           |                                          |
| 32 | twierdzenie Cantora                                  | teoria mnogości                     | Georg Cantor                             |
| 33 | twierdzenie Cantora-Bernsteina-Schrödera             | teoria mnogości                     |                                          |
| 34 | twierdzenie Cauchy’ego (analiza rzeczywista)         | analiza rzeczywista                 |                                          |
| 35 | twierdzenie Cayleya-Hamiltona                        | algebra liniowa                     |                                          |
| 36 | twierdzenie Darboux                                  | analiza rzeczywista                 | Jean Darboux                             |
| 37 | twierdzenie Ehrenfesta                               | fizyka matematyczna                 | Paul Ehrenfest                           |
| 38 | twierdzenie Eulera o wielościanach                   | geometria (stereometria)            | Leonhard Euler                           |
| 39 | twierdzenie Fubiniego                                | analiza rzeczywista                 |                                          |
| 40 | twierdzenie Greena                                   | analiza rzeczywista                 |                                          |
| 41 | twierdzenie Heinego-Cantora                          | analiza rzeczywista                 |                                          |
| 42 | twierdzenie Kopernika                                | geometria (planimetria)             |                                          |
| 43 | twierdzenie Kroneckera-Capellego                     | algebra liniowa                     |                                          |
| 44 | twierdzenie Lagrange’a (analiza)                     | analiza rzeczywista                 |                                          |
| 45 | twierdzenie Mihăilescu                               | teoria liczb                        |                                          |
| 46 | twierdzenie o bezwładności form kwadratowych         | algebra liniowa                     |                                          |
| 47 | twierdzenie o czterech barwach                       | teoria grafów                       |                                          |
| 48 | twierdzenie o faktoryzacji                           | teoria mnogości                     |                                          |
| 49 | twierdzenie o klasyfikacji skończonych grup prostych | algebra (teoria grup)               |                                          |
| 50 | twierdzenie o osobliwościach                         | fizyka matematyczna                 | Roger Penrose, Stephen Hawking           |
| 51 | twierdzenie o residuach                              | analiza zespolona                   |                                          |
| 52 | twierdzenie o rzędzie                                | algebra liniowa                     |                                          |
| 53 | twierdzenie Ostrogradskiego-Gaussa                   | analiza rzeczywista                 |                                          |
| 54 | twierdzenie Pitagorasa                               | geometria (planimetria)             | być może pitagorejczycy                  |
| 55 | twierdzenie podstawowe Cauchy’ego                    | analiza zespolona                   |                                          |
| 56 | twierdzenie Ptolemeusza                              | geometria (planimetria)             |                                          |
| 57 | twierdzenie Rolle’a                                  | analiza rzeczywista                 |                                          |
| 58 | twierdzenie spektralne                               | analiza funkcjonalna                |                                          |
| 59 | twierdzenie Steinera (mechanika)                     | fizyka matematyczna                 |                                          |
| 60 | twierdzenie Steinitza o wymianie                     | algebra liniowa                     |                                          |
| 61 | twierdzenie Stokesa                                  | analiza rzeczywista                 |                                          |
| 62 | twierdzenie Stolza                                   | analiza rzeczywista                 |                                          |
| 63 | twierdzenie Stone’a-Weierstrassa                     | analiza                             |                                          |
| 64 | twierdzenie Talesa                                   | geometria (planimetria)             | Tales z Miletu                           |
| 65 | twierdzenie Wilsona                                  | teoria liczb                        |                                          |
| 66 | wielkie twierdzenie Fermata                          | teoria liczb                        | Andrew Wiles                             |
| 67 | wzór Eulera                                          | analiza zespolona                   |                                          |
| 68 | zasadnicze twierdzenie algebry                       | algebra                             | Carl Friedrich Gauss, Jean-Robert Argand |
| 69 | zasadnicze twierdzenie arytmetyki                    | teoria liczb                        |                                          |